# Cruzeiro de Alpalhão

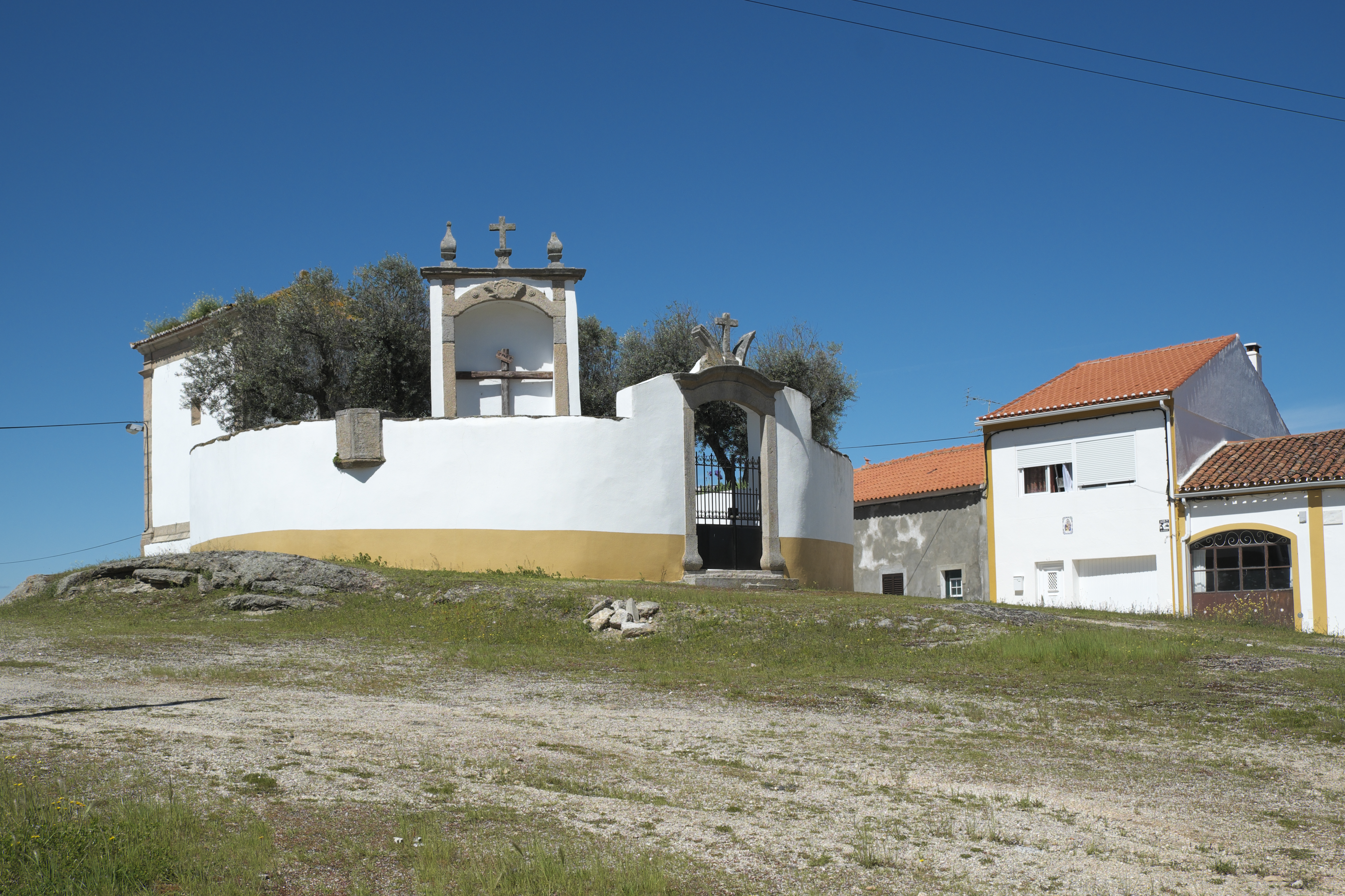
Capela do Calvário

O Cruzeiro de Alpalhão, também referido como Cruzeiro do Calvário ou Pelourinho de Alpalhão, localiza-se junto à Capela do Calvário, na freguesia e vila de Alpalhão, no município de Nisa, distrito de Portalegre, em Portugal.
Em 1977, foi classificado como Imóvel de Interesse Público.

## História
A sua construção data do século XVI.
Em 1953 a Junta de Freguesia executa obras de reconstrução, tendo sido demolido o bloco de granito no qual assentava. Entretanto os trabalhos foram suspensos pela DGEMN, sendo retomados em 1957 com a conclusão da reconstrução da base, conferindo-lhe o aspeto atual.

## Características
O cruzeiro, em granito azul da região, tem cerca de dois metros de altura. É constituído por uma coluna oitavada lisa, assente em três degraus quadrangulares, sustentando uma plataforma de planta octogonal onde se levanta uma cruz latina, composta por dois troncos octogonais. 
A cruz exibe a figura do Crucificado numa das faces, e São João Evangelista amparando a Virgem na outra.